# فارگو (اکلاهما)
فارگو(به انگلیسی: Fargo) شهری در ایالت اکلاهما کشور ایالات متحده آمریکا است که جمعیت آن در سرشماری سال ۲۰۱۰ میلادی، ۳۶۴ نفر بوده‌است.